# Dżamal Mubarak (piłkarz)
Dżamal Abd ar-Rahman Mubarak, Jamal Abdulrahman Mubarak (ur. 21 marca 1974 r.) – kuwejcki piłkarz występujący na pozycji obrońcy w Al Qadsia.
Wcześniej występował w Al-Tadamon. Dla reprezentacji Kuwejtu zagrał 108 razy.